# Shao Mi

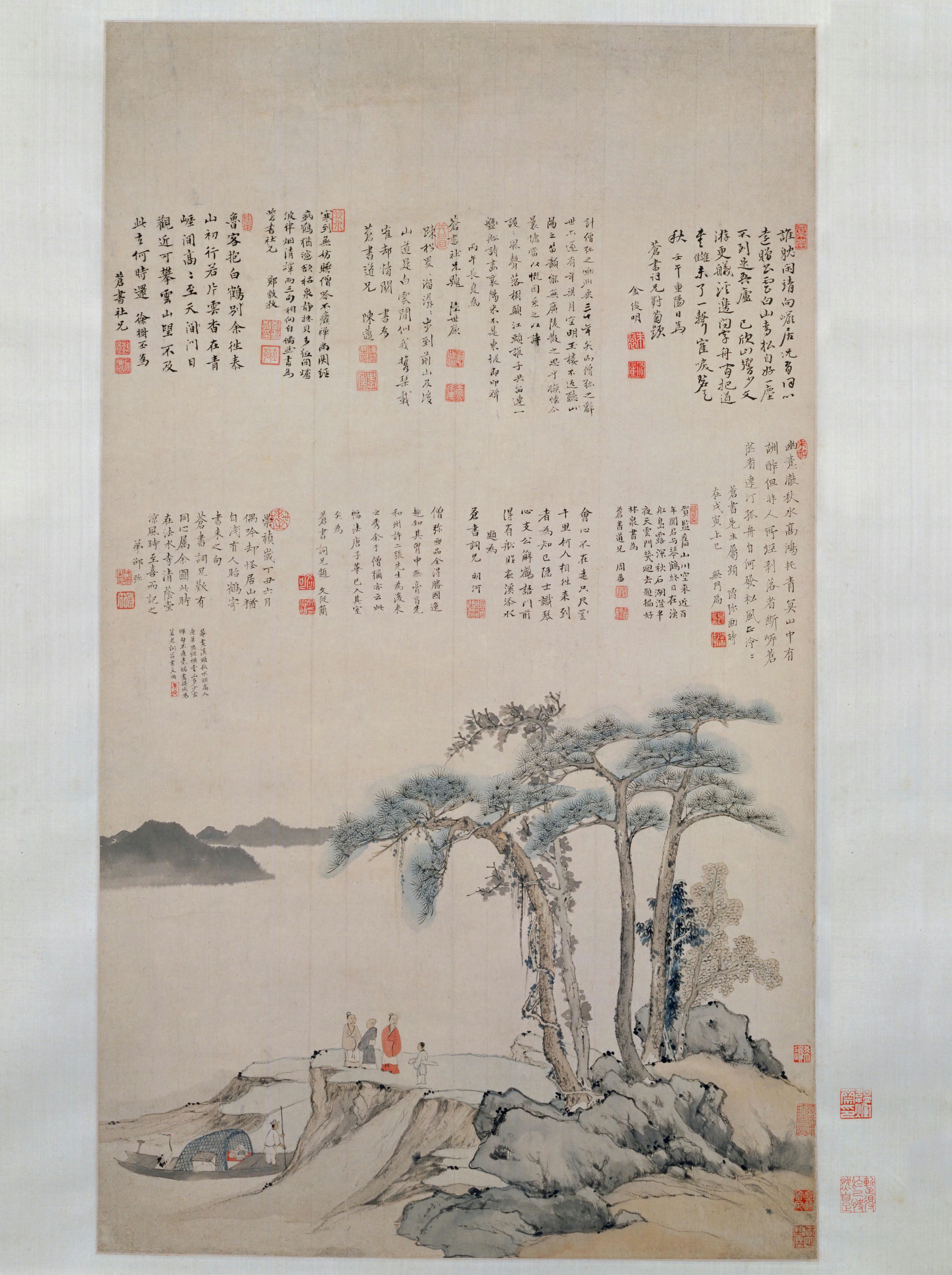
Peinture de Shao Mi, Musée du Palais impérial, Pékin.

Shao Mi ou Chao Mi, surnom: Sengmi, noms de pinceau: Guachou, Guanyuansou, etc. est un peintre chinois du XVIIe siècle. Il est originaire de Suzhou (ville de la province du Jiangsu à l'est de la Chine). Ses dates de naissance et de décès ne sont pas connues, mais sa période d'activité se situe entre 1620 et 1660.

## Biographie
Grand poète et calligraphe, Shao Mi est un peintre de paysages, il fait partie du groupe les « Neuf Amis de la Peinture » qui se réfère à Dong Qichang, Wu Weiye, Yang Wencong, Li Liufang, Zhang Xuezeng (actif 1630-1660), Bian Wenyu (actif 1620-1670), Cheng Jiasui, Wang Shimin et Wang Jian. Il peint des paysages dans les styles de Ni Zan et de Zhao Mengfu. Ses œuvres se caractérisent par une extrême liberté de pinceau, seuls les visages et les mains, quelquefois, sont plus détaillés.

## Musées
- Londres (Brittish Mus.):
  - Arbres décharnés et collines pointues, œuvre signée et datée 1643, feuille d'album.
- New York: (Metropolitan Museum of Art):
  - Saules pleureurs sur un îlot, daté 1640, éventail signé.
- Pékin (Mus. du Palais):
  - Personnage dans un pavillon surplombant une rivière au pied d'une haute montagne et à l'ombre de vieux arbres, encre et couleurs sur soie, d'après l'inscription du peintre à la manière de Tang Yin.
  - Études de paysages, encre et couleurs légères sur papier, douze feuilles d'album.
- Shanghai:
  - Une oie, technique « mogu » (sans os), inscription du peintre datée 1630.
- Taipei (Nat. Palace Mus.):
  - Guanyin, œuvre signée et datée 1626, encre sur papier rouleau en hauteur.
  - Deux hommes entrant dans un pavillon au bord du lac, daté 1637, éventail signé.
  - Fleurs de prunier, œuvre signée et datée 1662, encre.
  - Petit album de dix feuilles représentant des paysages dont certains d'après Tang Yin, couleurs.
  - Paysages, deux feuilles d'album Signés.